# 福士周太
福士 周太（ふくし しゅうた、1994年8月15日 - ）は、ジャパンラグビーリーグワンの日本製鉄釜石シーウェイブスに所属するラグビー選手。

## プロフィール
- 岩手県出身[1]。
- ポジションはスタンドオフ(SO)。
- 身長 178 cm、体重 88 kg

## 略歴
2013年、盛岡第一高校卒業後、立命館大学に入る。
2017年、立命館大学スポーツ健康科学部卒業後、釜石シーウェイブスに加入。